# Offenbacher Fußball-Club Kickers 1901 1980-1981
Questa voce raccoglie le informazioni riguardanti l'Offenbacher Fußball-Club Kickers 1901 nelle competizioni ufficiali della stagione 1980-1981.

## Stagione
Nella stagione 1980-1981 il Kickers Offenbach, allenato da Franz Brungs, concluse il campionato di 2. Bundesliga al 2º posto. In Coppa di Germania il Kickers Offenbach fu eliminato al terzo turno dall'Atlas Delmenhorst.

## Rosa
| N. |                     | Ruolo | Calciatore        |
| -- | ------------------- | ----- | ----------------- |
|    | Germania (bandiera) | P     | Bernd Fuhr        |
|    | Germania (bandiera) | P     | Wilfried Kohls    |
|    | Germania (bandiera) | D     | Kurt Geinzer      |
|    | Germania (bandiera) | D     | Michael Grünewald |
|    | Germania (bandiera) | D     | Wolfgang Kraus    |
|    | Germania (bandiera) | D     | Michael Kutzop    |
|    | Germania (bandiera) | D     | Claus Mensinger   |
|    | Germania (bandiera) | D     | Gerd Paulus       |
|    | Germania (bandiera) | D     | Wolfgang Rothe    |
|    | Germania (bandiera) | D     | Bernd Walz        |
|    | Germania (bandiera) | C     | Uwe Bein          |

| N. |                     | Ruolo | Calciatore        |
| -- | ------------------- | ----- | ----------------- |
|    | Germania (bandiera) | C     | Göran Blaum       |
|    | Germania (bandiera) | C     | Günter Franusch   |
|    | Germania (bandiera) | C     | Hans-Peter Knecht |
|    | Germania (bandiera) | C     | Siegfried Kratz   |
|    | Germania (bandiera) | C     | Thomas Martin     |
|    | Germania (bandiera) | A     | Jürgen Bär        |
|    | Germania (bandiera) | A     | Uwe Höfer         |
|    | Germania (bandiera) | A     | Thomas Kling      |
|    | Germania (bandiera) | A     | Walter Krause     |
|    | Germania (bandiera) | A     | Martin Kubosch    |
|    | Germania (bandiera) | A     | Wolfgang Trumpf   |

## Organigramma societario
Area tecnica
- Allenatore: Franz Brungs
- Allenatore in seconda:
- Preparatore dei portieri:
- Preparatori atletici:

## Calciomercato

### Sessione estiva
| Acquisti | Acquisti  | Acquisti   | Acquisti |
| R.       | Nome      | da         | Modalità |
| -------- | --------- | ---------- | -------- |
| A        | Uwe Höfer | Schalke 04 |          |

| Cessioni | Cessioni    | Cessioni    | Cessioni |
| R.       | Nome        | a           | Modalità |
| -------- | ----------- | ----------- | -------- |
| A        | Rudi Völler | Monaco 1860 |          |

### Sessione invernale
| Acquisti | Acquisti | Acquisti | Acquisti |
| R.       | Nome     | da       | Modalità |
| -------- | -------- | -------- | -------- |

| Cessioni | Cessioni  | Cessioni     | Cessioni |
| R.       | Nome      | a            | Modalità |
| -------- | --------- | ------------ | -------- |
| C        | Udo Lasch | VfR Bürstadt |          |

## Risultati

### 2. Bundesliga

#### Girone di andata
| Ulma 5 agosto 1980 1ª giornata | Ulma    | 0 – 0 referto | Kickers Offenbach | Donaustadion (6 000 spett.)\| Arbitro: \| Stelzer \| |
| Arbitro:                       | Stelzer |               |                   |                                                      |

| Arbitro: | Theobald |

|            |           |             |
| Krause 14’ | Marcatori | 79’ Schreml |

| Arbitro: | Vielsack |

|                       |           |            |
| Seubert 54’ Weber 67’ | Marcatori | 71’ Knecht |

| Arbitro: | Gschwender |

|                                                        |           |            |
| Grünewald 15’, 70’ Denz 34’ (aut.) Knecht 53’ Bein 89’ | Marcatori | 58’ Traser |

| Arbitro: | Linn |

|              |           |          |
| Mörsdorf 68’ | Marcatori | 87’ Bein |

| Arbitro: | Hontheim |

|                                                                           |           |            |
| Schmieh 15’ (aut.) Trumpf 21’, 57’ Bein 45’ Krause 46’ Walz 58’ Rothe 88’ | Marcatori | 3’ Starzak |

| Arbitro: | Joos |

|             |           |            |
| Höfling 74’ | Marcatori | 31’ Krause |

| Arbitro: | Tritschler |

|                                     |           |             |
| Krause 14’ Kutzop 66’ Grünewald 76’ | Marcatori | 37’ Neumann |

| Arbitro: | Niebergall |

|                                                       |           |                   |
| Tochtermann 32’ Dörflinger 43’ Schüler 47’ Zitzer 82’ | Marcatori | 25’ (rig.) Kutzop |

| Offenbach am Main 26 settembre 1980 10ª giornata | Kickers Offenbach | 0 – 0 referto | Hessen Kassel | Stadion am Bieberer Berg (15 000 spett.)\| Arbitro: \| Scheffner \| |
| Arbitro:                                         | Scheffner         |               |               |                                                                     |

| Arbitro: | Schraivogel |

|                                       |           |                                |
| Jörg 18’, 29’, 31’ (rig.), 41’ (rig.) | Marcatori | 28’ Franusch 33’ Bein 67’ Walz |

| Arbitro: | Huster |

|                                                           |           |          |
| Franusch 26’ (rig.) Kling 28’ Grünewald 41’ Bein 55’, 60’ | Marcatori | 74’ Loes |

| Arbitro: | Kühne |

|                                                  |           |                 |
| Leiendecker 7’ Zimmer 28’ Aumeier 50’ Dahler 90’ | Marcatori | 36’, 53’ Krause |

| Arbitro: | Matheis |

|                     |           |              |
| Bein 44’ Knecht 89’ | Marcatori | 58’ Dufresne |

| Arbitro: | Michel |

|                         |           |                     |
| Rohatsch 16’ Ludwig 70’ | Marcatori | 38’ Bein 60’ Knecht |

| Arbitro: | Dölfel |

|                                            |           |                       |
| Bein 12’ Knecht 34’ (rig.) Trumpf 42’, 51’ | Marcatori | 66’ Müller 76’ Täuber |

| Arbitro: | Aulenbacher |

|  |           |                                          |
|  | Marcatori | 38’, 59’ Bein 45’, 55’ Trumpf 84’ Krause |

| Arbitro: | Ermer |

|            |           |  |
| Bührer 74’ | Marcatori |  |

| Arbitro: | Schumann |

|                                           |           |                      |
| Höfer 10’, 49’ Bein 65’ Kutzop 75’ (rig.) | Marcatori | 28’ Poulsen 43’ Linz |

#### Girone di ritorno
| Arbitro: | Wilhelmi |

|          |           |  |
| Höfer 5’ | Marcatori |  |

| Bayreuth 22 gennaio 1981 21ª giornata | Bayreuth    | 0 – 0 referto | Kickers Offenbach | Hans-Walter-Wild Stadion (2 600 spett.)\| Arbitro: \| Schraivogel \| |
| Arbitro:                              | Schraivogel |               |                   |                                                                      |

| Arbitro: | Correll |

|                              |           |  |
| Kutzop 78’ (rig.) Trumpf 84’ | Marcatori |  |

| Arbitro: | Aldinger |

|            |           |                                    |
| Traser 66’ | Marcatori | 45’, 55’ Höfer 64’ Knecht 87’ Bein |

| Arbitro: | Schmoock |

|                     |           |  |
| Bein 49’ Krause 52’ | Marcatori |  |

| Arbitro: | Huster |

|            |           |          |
| Mattern 7’ | Marcatori | 71’ Bein |

| Arbitro: | Messmer |

|                               |           |                  |
| Kutzop 14’ (rig.), 37’ (rig.) | Marcatori | 34’, 90’ Hofmann |

| Arbitro: | Ross |

|               |           |  |
| Cestonaro 27’ | Marcatori |  |

| Arbitro: | Klauser |

|                                                     |           |           |
| Bein 10’, 40’ Franusch 20’ Grünewald 29’ Krause 34’ | Marcatori | 9’ Birner |

| Kassel 21 marzo 1981 29ª giornata | Hessen Kassel | 0 – 0 referto | Kickers Offenbach | Auestadion (25 000 spett.)\| Arbitro: \| Theobald \| |
| Arbitro:                          | Theobald      |               |                   |                                                      |

| Arbitro: | Neuner |

|                                 |           |                      |
| Krause 50’, 71’ Trumpf 57’, 84’ | Marcatori | 89’ (rig.) Brandmair |

| Arbitro: | Kuhn |

|  |           |                       |
|  | Marcatori | 21’ Trumpf 75’ Martin |

| Arbitro: | Schmidhuber |

|                                       |           |  |
| Bein 15’, 79’ Franusch 19’ Trumpf 83’ | Marcatori |  |

| Arbitro: | Brehm |

|  |           |                                        |
|  | Marcatori | 14’ Höfer 61’ (rig.) Franusch 90’ Bein |

| Arbitro: | Dücker |

|                                               |           |             |
| Krause 27’, 67’ Bein 52’, 85’, 89’ Knecht 76’ | Marcatori | 77’ Stetter |

| Stoccarda 30 aprile 1981 35ª giornata | Kickers Stoccarda | 0 – 0 referto | Kickers Offenbach | Kickers-Stadion (9 000 spett.)\| Arbitro: \| Kinzinger \| |
| Arbitro:                              | Kinzinger         |               |                   |                                                           |

| Arbitro: | Schmoock |

|                         |           |          |
| Grünewald 33’ Höfer 53’ | Marcatori | 24’ Ruhs |

| Offenbach am Main 15 maggio 1981 37ª giornata | Kickers Offenbach | 0 – 0 referto | Waldhof Mannheim | Stadion am Bieberer Berg (19 000 spett.)\| Arbitro: \| Engel \| |
| Arbitro:                                      | Engel             |               |                  |                                                                 |

| Arbitro: | Schmidhuber |

|                                       |           |               |
| Harforth 4’ Linz 66’, 76’ (rig.), 83’ | Marcatori | 61’, 84’ Bein |

### Coppa di Germania
| Arbitro: | Werner |

|            |           | |
| Becker 80’ | Marcatori | 6’, 56’ Krause 23’, 69’, 83’, 85’ Bein 28’, 41’ (rig.) Kutzop 35’ Geinzer 42’, 62’ Martin 48’, 78’ Franusch 65’ Lasch 66’ Grünewald |

| Arbitro: | Horeis |

|                                                  |           |                         |
| Bein 23’, 34’ Kling 36’ Paulus 72’ Grünewald 88’ | Marcatori | 10’ Elmer 20’ Bruckmann |

| Arbitro: | Filla |

|            |           |             |
| Krause 11’ | Marcatori | 89’ Bentrup |

| Arbitro: | Barnick |

|                           |           |            |
| Weir 33’ Meyer 68’ (rig.) | Marcatori | 72’ Krause |

## Statistiche

### Statistiche di squadra
| Competizione      | Punti | In casa | In casa | In casa | In casa | In casa | In casa | In trasferta | In trasferta | In trasferta | In trasferta | In trasferta | In trasferta | Totale | Totale | Totale | Totale | Totale | Totale | DR  |
| Competizione      | Punti | G       | V       | N       | P       | Gf      | Gs      | G            | V            | N            | P            | Gf           | Gs           | G      | V      | N      | P      | Gf     | Gs     | DR  |
| ----------------- | ----- | ------- | ------- | ------- | ------- | ------- | ------- | ------------ | ------------ | ------------ | ------------ | ------------ | ------------ | ------ | ------ | ------ | ------ | ------ | ------ | --- |
| 2. Bundesliga     | 50    | 19      | 15      | 4       | 0       | 59      | 16      | 19           | 4            | 8            | 7            | 28           | 26           | 38     | 19     | 12     | 7      | 87     | 42     | +45 |
| Coppa di Germania | -     | 2       | 1       | 1       | 0       | 6       | 3       | 2            | 1            | 0            | 1            | 16           | 3            | 4      | 2      | 1      | 1      | 22     | 6      | +16 |
| Totale            | 50    | 21      | 16      | 5       | 0       | 65      | 19      | 21           | 5            | 8            | 8            | 44           | 29           | 42     | 21     | 13     | 8      | 109    | 48     | +61 |

### Andamento in campionato
| Giornata  | 1  | 2  | 3  | 4  | 5 | 6 | 7 | 8 | 9 | 10 | 11 | 12 | 13 | 14 | 15 | 16 | 17 | 18 | 19 | 20 | 21 | 22 | 23 | 24 | 25 | 26 | 27 | 28 | 29 | 30 | 31 | 32 | 33 | 34 | 35 | 36 | 37 | 38 |
| --------- | -- | -- | -- | -- | - | - | - | - | - | -- | -- | -- | -- | -- | -- | -- | -- | -- | -- | -- | -- | -- | -- | -- | -- | -- | -- | -- | -- | -- | -- | -- | -- | -- | -- | -- | -- | -- |
| Luogo     | T  | C  | T  | C  | T | C | T | C | T | C  | T  | C  | T  | C  | T  | C  | T  | T  | C  | C  | T  | C  | T  | C  | T  | C  | T  | C  | T  | C  | T  | C  | T  | C  | T  | C  | C  | T  |
| Risultato | N  | N  | P  | V  | N | V | N | V | P | N  | P  | V  | P  | V  | N  | V  | V  | P  | V  | V  | N  | V  | V  | V  | N  | N  | P  | V  | N  | V  | V  | V  | V  | V  | N  | V  | N  | P  |
| Posizione | 12 | 14 | 14 | 10 | 9 | 5 | 7 | 7 | 9 | 7  | 8  | 7  | 9  | 6  | 7  | 6  | 5  | 6  | 5  | 3  | 3  | 3  | 2  | 2  | 2  | 2  | 3  | 3  | 2  | 2  | 2  | 2  | 2  | 2  | 2  | 2  | 2  | 2  |

Legenda:

Luogo: C = Casa; T = Trasferta. Risultato: V = Vittoria; N = Pareggio; P = Sconfitta.

### Statistiche dei giocatori
| Giocatore    | 2. Bundesliga | 2. Bundesliga | 2. Bundesliga | 2. Bundesliga | Relegation Bundesliga | Relegation Bundesliga | Relegation Bundesliga | Relegation Bundesliga | Coppa di Germania | Coppa di Germania | Coppa di Germania | Coppa di Germania | Totale   | Totale | Totale      | Totale     |
| Giocatore    | Presenze      | Reti          | Ammonizioni   | Espulsioni    | Presenze              | Reti                  | Ammonizioni           | Espulsioni            | Presenze          | Reti              | Ammonizioni       | Espulsioni        | Presenze | Reti   | Ammonizioni | Espulsioni |
| ------------ | ------------- | ------------- | ------------- | ------------- | --------------------- | --------------------- | --------------------- | --------------------- | ----------------- | ----------------- | ----------------- | ----------------- | -------- | ------ | ----------- | ---------- |
| U. Bein      | 38            | 25            | 0             | 0             | 2                     | 0                     | 1                     | 0                     | 4                 | 6                 | 0                 | 0                 | 44       | 31     | 1           | 0          |
| G. Blaum     | 2             | 0             | 0             | 0             | 0                     | 0                     | 0                     | 0                     | 0                 | 0                 | 0                 | 0                 | 2        | 0      | 0           | 0          |
| J. Bär       | 0             | 0             | 0             | 0             | 0                     | 0                     | 0                     | 0                     | 0                 | 0                 | 0                 | 0                 | 0        | 0      | 0           | 0          |
| G. Franusch  | 31            | 5             | 2             | 0             | 2                     | 0                     | 1                     | 0                     | 4                 | 2                 | 1                 | 0                 | 37       | 7      | 4           | 0          |
| B. Fuhr      | 38            | 0             | 0             | 0             | 2                     | 0                     | 0                     | 0                     | 4                 | 0                 | 0                 | 0                 | 44       | 0      | 0           | 0          |
| K. Geinzer   | 35            | 0             | 4             | 0             | 2                     | 0                     | 0                     | 0                     | 2                 | 1                 | 0                 | 0                 | 39       | 1      | 4           | 0          |
| M. Grünewald | 29            | 6             | 3             | 0             | 2                     | 0                     | 0                     | 0                     | 2                 | 2                 | 0                 | 0                 | 33       | 8      | 3           | 0          |
| U. Höfer     | 23            | 7             | 2             | 0             | 2                     | 0                     | 0                     | 0                     | 2                 | 0                 | 0                 | 0                 | 27       | 7      | 2           | 0          |
| T. Kling     | 7             | 1             | 1             | 0             | 0                     | 0                     | 0                     | 0                     | 2                 | 1                 | 0                 | 0                 | 9        | 2      | 1           | 0          |
| H. Knecht    | 22            | 7             | 1             | 0             | 2                     | 0                     | 0                     | 0                     | 2                 | 0                 | 0                 | 0                 | 26       | 7      | 1           | 0          |
| W. Kohls     | 0             | 0             | 0             | 0             | 0                     | 0                     | 0                     | 0                     | 0                 | 0                 | 0                 | 0                 | 0        | 0      | 0           | 0          |
| S. Kratz     | 4             | 0             | 0             | 0             | 0                     | 0                     | 0                     | 0                     | 1                 | 0                 | 0                 | 0                 | 5        | 0      | 0           | 0          |
| W. Kraus     | 10            | 0             | 1             | 0             | 0                     | 0                     | 0                     | 0                     | 0                 | 0                 | 0                 | 0                 | 10       | 0      | 1           | 0          |
| W. Krause    | 37            | 13            | 4             | 0             | 2                     | 0                     | 1                     | 0                     | 4                 | 4                 | 1                 | 0                 | 43       | 17     | 6           | 0          |
| M. Kubosch   | 2             | 0             | 0             | 0             | 0                     | 0                     | 0                     | 0                     | 0                 | 0                 | 0                 | 0                 | 2        | 0      | 0           | 0          |
| M. Kutzop    | 28            | 6             | 3             | 0             | 2                     | 0                     | 0                     | 0                     | 3                 | 2                 | 1                 | 0                 | 33       | 8      | 4           | 0          |
| U. Lasch     | 13            | 0             | 3             | 0             | 0                     | 0                     | 0                     | 0                     | 3                 | 1                 | 0                 | 0                 | 16       | 1      | 3           | 0          |
| T. Martin    | 27            | 1             | 4             | 0             | 2                     | 0                     | 0                     | 0                     | 1                 | 2                 | 0                 | 0                 | 30       | 3      | 4           | 0          |
| C. Mensinger | 2             | 0             | 0             | 0             | 0                     | 0                     | 0                     | 0                     | 1                 | 0                 | 0                 | 0                 | 3        | 0      | 0           | 0          |
| G. Paulus    | 36            | 0             | 8             | 0             | 2                     | 0                     | 0                     | 0                     | 4                 | 1                 | 0                 | 0                 | 42       | 1      | 8           | 0          |
| W. Rothe     | 33            | 1             | 2             | 0             | 0                     | 0                     | 0                     | 0                     | 4                 | 0                 | 1                 | 0                 | 37       | 1      | 3           | 0          |
| W. Trumpf    | 32            | 11            | 2             | 0             | 2                     | 1                     | 0                     | 0                     | 4                 | 0                 | 1                 | 0                 | 38       | 12     | 3           | 0          |
| B. Walz      | 22            | 2             | 3             | 0             | 0                     | 0                     | 0                     | 0                     | 4                 | 0                 | 0                 | 0                 | 26       | 2      | 3           | 0          |